# Andrej Glavan
Andrej Glavan (ur. 14 października 1943 w Soteska) – słoweński duchowny katolicki, biskup Novego mesta w latach 2006-2021.

## Życiorys
Święcenia kapłańskie otrzymał 29 czerwca 1972. Pracował w parafiach w Škofja Loka (1972-1981, od 1974 jako proboszcz) oraz w Starej Loce (1981-2000).

### Episkopat
13 maja 2000 papież Jan Paweł II mianował go biskupem pomocniczym archidiecezji lublańskiej, ze stolicą tytularną Musti in Numidia. Sakry biskupiej udzielił mu 12 czerwca 2000 ówczesny arcybiskup Lublany - kard. Franc Rodé.
7 kwietnia 2006 został pierwszym biskupem ordynariuszem nowo powstałej diecezji Novo Mesto.
31 lipca 2013 został wyznaczony administratorem apostolskim archidiecezji lublańskiej oraz został wybrany przewodniczącym Konferencji Episkopatu Słowenii po rezygnacji w tym samym dniu arcybiskupów Lublany i Mariboru. Pracami episkopatu kierował do 13 marca 2017. 30 czerwca papież Franciszek przyjął jego rezygnację z funkcji biskupa Novego Metsa.